# Amici (New Trolls)
Amici è l'undicesimo album in studio dei New Trolls, pubblicato nel 1988 ed in cui è incluso il brano Cielo chiaro, col quale il gruppo genovese prese parte alla 38ª edizione del Festival di Sanremo.

## Tracce
1. Confini sottili
2. On the broadway
3. Alberi
4. Sebastiano
5. Cielo chiaro
6. Nuvole
7. Naia
8. Non torno a casa
9. Per un amore

## Formazione
- Vittorio De Scalzi - voce, tastiere, chitarra
- Nico Di Palo - chitarra, basso, voce
- Gianni Belleno - batteria, percussioni, voce

Altri musicisti
- Marco Canepa - programmazione (in Nuvole)
- Beppe Quirici - basso (nelle tracce 1, 2, 3, 4, 6, 8)
- Maurizio Sarpero - sax (in Per un amore)

## Copertina Album
Artwork : Carlo Mirabasso